# تشارلز دبليو. اكيرز
تشارلز دبليو. اكيرز (بالإنجليزية: Charles W. Akers)‏ هو مؤرخ أمريكي، ولد في 2 أبريل 1920 في إنديانابوليس في الولايات المتحدة، وتوفي في 1 فبراير 2009.